# Fliseryds församling
Fliseryds församling är en församling i Stranda-Möre kontrakt i Växjö stift och Mönsterås kommun. Församlingen ingår i Mönsterås-Fliseryds pastorat.
Församlingskyrka är Fliseryds kyrka.

## Administrativ historik
Församlingen har medeltida ursprung.
Den 1 januari 1952 (enligt beslut den 9 mars 1951) överfördes den del av Ruda municipalsamhälle som låg i Fliseryds församling, omfattande en areal av 0,80 km², varav allt land, och 70 invånare (den 31 december 1950) till Långemåla församling.

### Pastorat
- Från medeltiden till den 1 januari 2006: Församlingen utgjorde ett eget pastorat.[4][6]
- Från den 1 januari 2006: Församlingen ingår i Mönsterås-Fliseryds pastorat.[6][7]

## Areal
Fliseryds församling omfattade den 1 januari 1952 en areal av 257,53 km², varav 249,89 km² land. Den 1 januari 1976 omfattade församlingen en areal av 257,5 km², varav 249,9 km² land.

## Series pastorum
| Ämbetstid              | Namn                           | Levnadstid             |
| (1541)                 | Berge Nilsson                  |                        |
| (1554)–(1560)          | Lars                           |                        |
| (1562)                 | Sven                           |                        |
| (1564)                 | Måns                           |                        |
| (1566)                 | Påwel                          |                        |
| (1567)                 | Erik                           |                        |
| 1568–1570              | Anund Olai                     |                        |
| 1570–1584              | Nicolaus Nicolai               |                        |
| 1584–1599              | Jacobus Lannerius              | d. 1599                |
| 1600–1612              | Nicolaus Jonae Björn           | d. 1632                |
| 1613–1658              | Magnus Petri (Fillander)       | d. 1658                |
| 1660–1678              | Birgerus Magni Graminius       | d. 1678                |
| 1679–1709              | Birgerius Nicolai Montanus     | 1618–1709              |
| 1712–1736              | Daniel Nicolai Rosinus         | 1673–1736              |
| 1738–1743              | Johan Lundh                    | 1701–1786              |
| 1745–1769              | Erik Torrenius                 | 1708–1769              |
| 1772–1779              | Erik Bethén                    | 1704–1779              |
| 1782–1799              | Anders Löfman                  | 1726–1799              |
| 1802–1804              | Nils Gustaf Rosendahl          | 1749–1825              |
| 1804–1823              | Jacob Kinberg                  | 1761–1823              |
| 1826–1837              | Pehr Dahlström                 | 1783–1854              |
| 1837–1880              | Erland Fornander               | 1790–1880              |
| 1881                   | Carl Wilhelm Emanuel Längqvist | 1843–1881              |
| 1884–1901              | Axel Emil Lundgren             | 1844–1905              |
| 1902–1939              | Pehr Ahlqvist                  | 1861–1939              |
| 1941–(åtminstone 1947) | Knut Gösta Verner Fredén       | 1907–(åtminstone 1947) |